# Alcazaba de Mérida
La alcazaba árabe de Mérida es la más antigua fortificación musulmana de la península ibérica, construida en el siglo IX en la ciudad de Mérida (España) junto al célebre puente romano sobre el río Guadiana. Está declarada Patrimonio de la Humanidad como parte del Conjunto Arqueológico de Mérida.

## Descripción

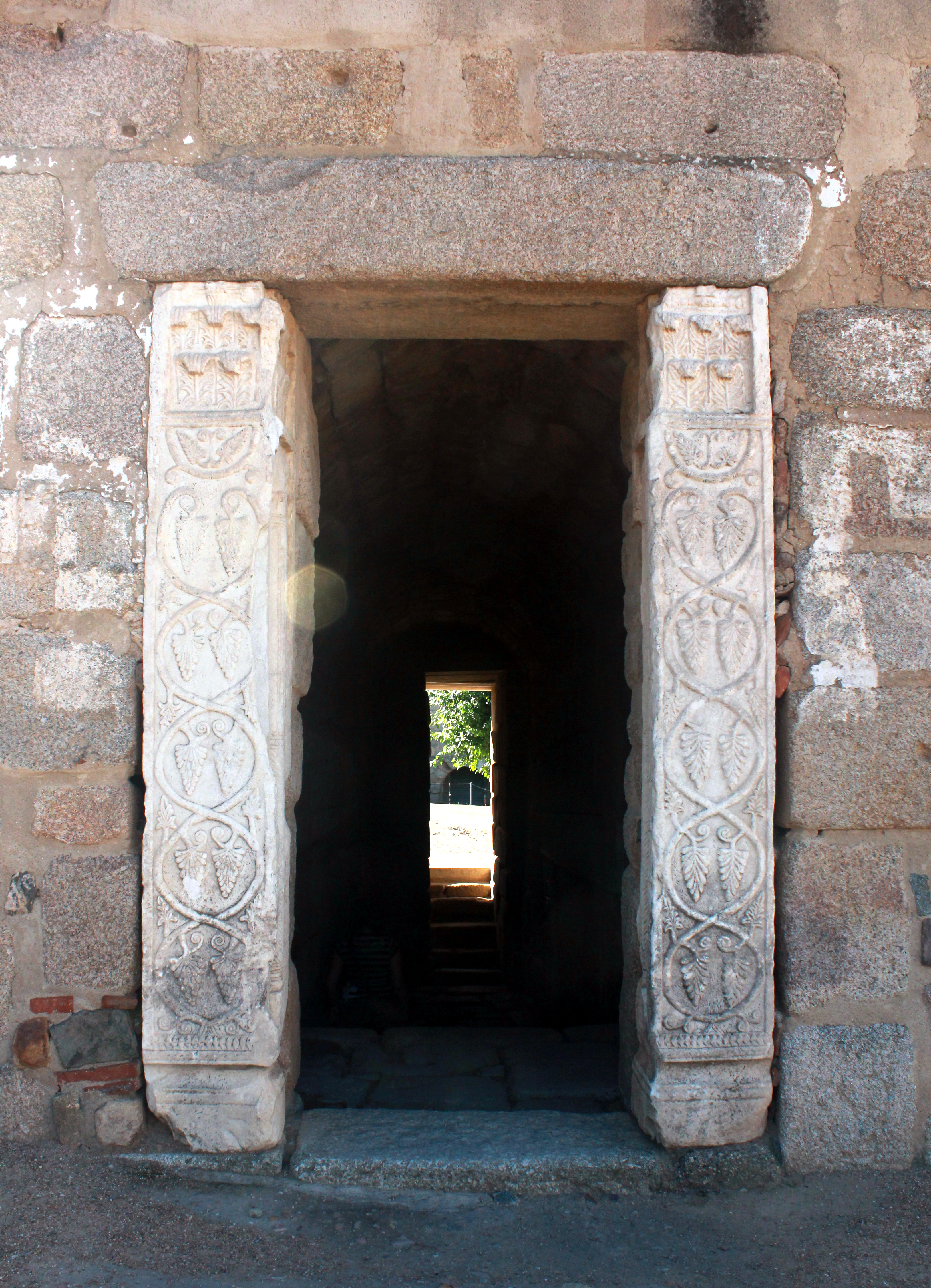
Entrada al aljibe subterráneo de la Alcazaba.

La alcazaba fue construida por Abderramán II en el año 835 d. C. como bastión para controlar la ciudad, que desde el año 805 se había rebelado continuamente contra el dominio emiral. Ello la convierte en la fortificación musulmana más antigua que se conserva en la península ibérica. La fortificación consiste en un recinto cuadrado de 130 metros de lado capaz de albergar un buen número de tropas. En su interior hay un aljibe, que es una cisterna subterránea de agua filtrada desde el cercano río Guadiana a la que se accede por una doble escalera desde el piso bajo de una torre. Dentro destacan las pilastras reaprovechadas de algún edificio visigodo cuya decoración, en relieve, consta de columnas en sus laterales y motivos vegetales que forman círculos alrededor de racimos y palmetas en sus frentes.
El perímetro de la alcazaba es casi cuadrado, de unos 550 metros. Los muros, de unos 2,70 metros de grueso y 10 metros de altura, están fabricados en su mayoría con sillares de granito reaprovechados de obras romanas y visigodas con un relleno interior de tierra, piedras y argamasa. Originalmente había una gran torre cuadrada en cada esquina del recinto (cuatro en el principal y dos en el alcazarejo), mientras que en los lienzos de la muralla, a intervalos regulares o flanqueando las puertas, se disponían en total otras veintidós pequeñas torres de base cuadrangular, algunas de época cristiana.

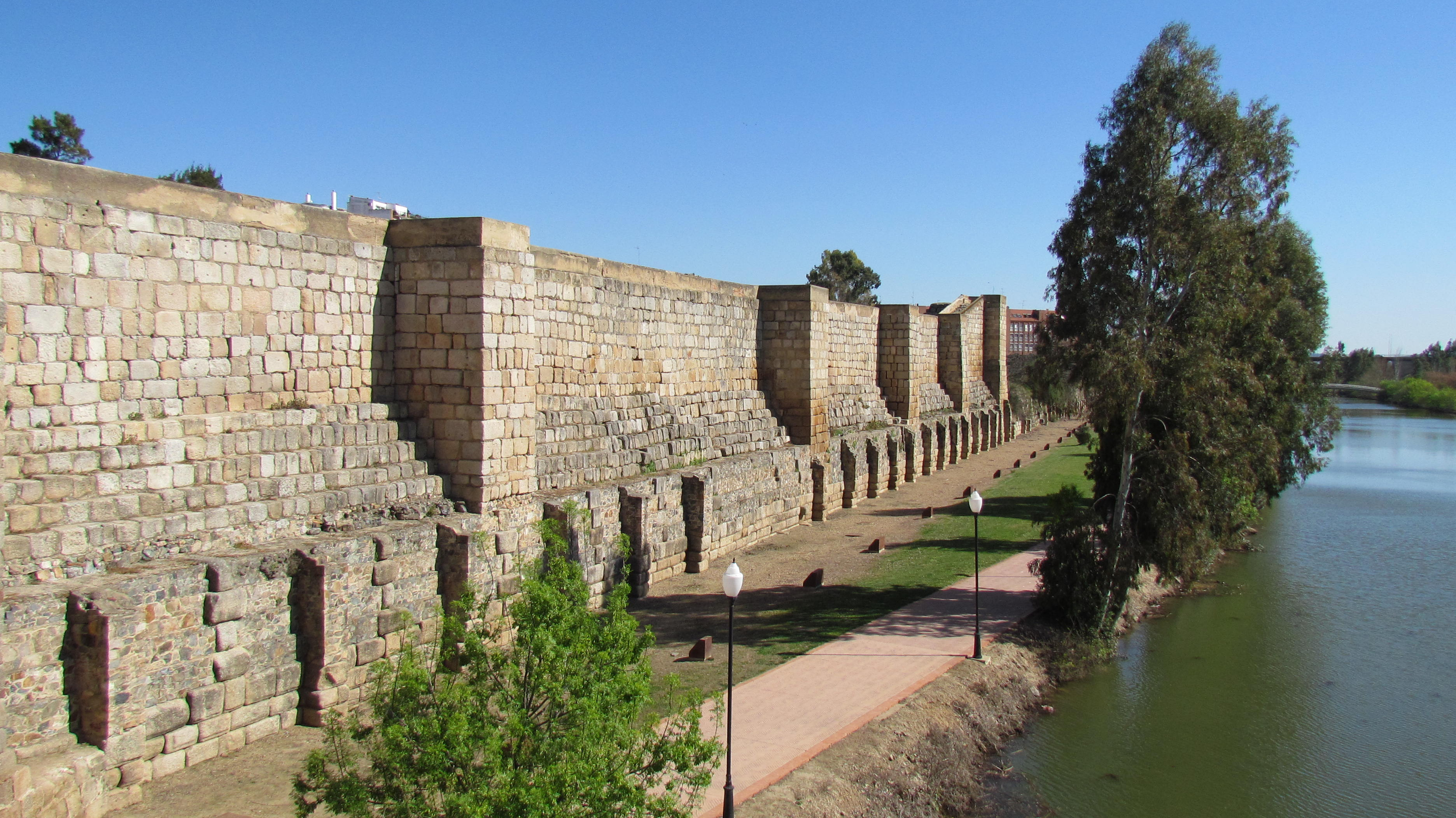
Muralla de la alcazaba hacia el río Guadiana.

A la alcazaba se accedía desde el puente romano a través de un pequeño recinto fortificado denominado tradicionalmente «alcazarejo». Por esta gran barbacana se controlaba el paso de personas y mercancías a la ciudad de forma que el recinto militar principal quedaba totalmente independiente de la población civil. A este último se entra por una puerta flanqueada por dos torres sobre cuyo arco de herradura se conserva una de las inscripciones fundacionales de la alcazaba en la que se puede leer:

En el nombre de Dios, el Clemente, el Misericordioso. Bendición de Dios y Su protección para los que obedecen a Dios. Ordenó construir esta fortaleza y servirse de ella como refugio de los obedientes el emir Abd al-Rahman, hijo de al-Hakam –glorifíquele Dios–, por medio de su camil Abd Allah, hijo de Kulayb b. Talaba, y de Hayqar b. Mukabbis, su sirviente [y] Sahib al-bunyan, en la luna del postrer rabi del año doscientos veinte
Abril del año 835 d. C.

### Conventual santiaguista

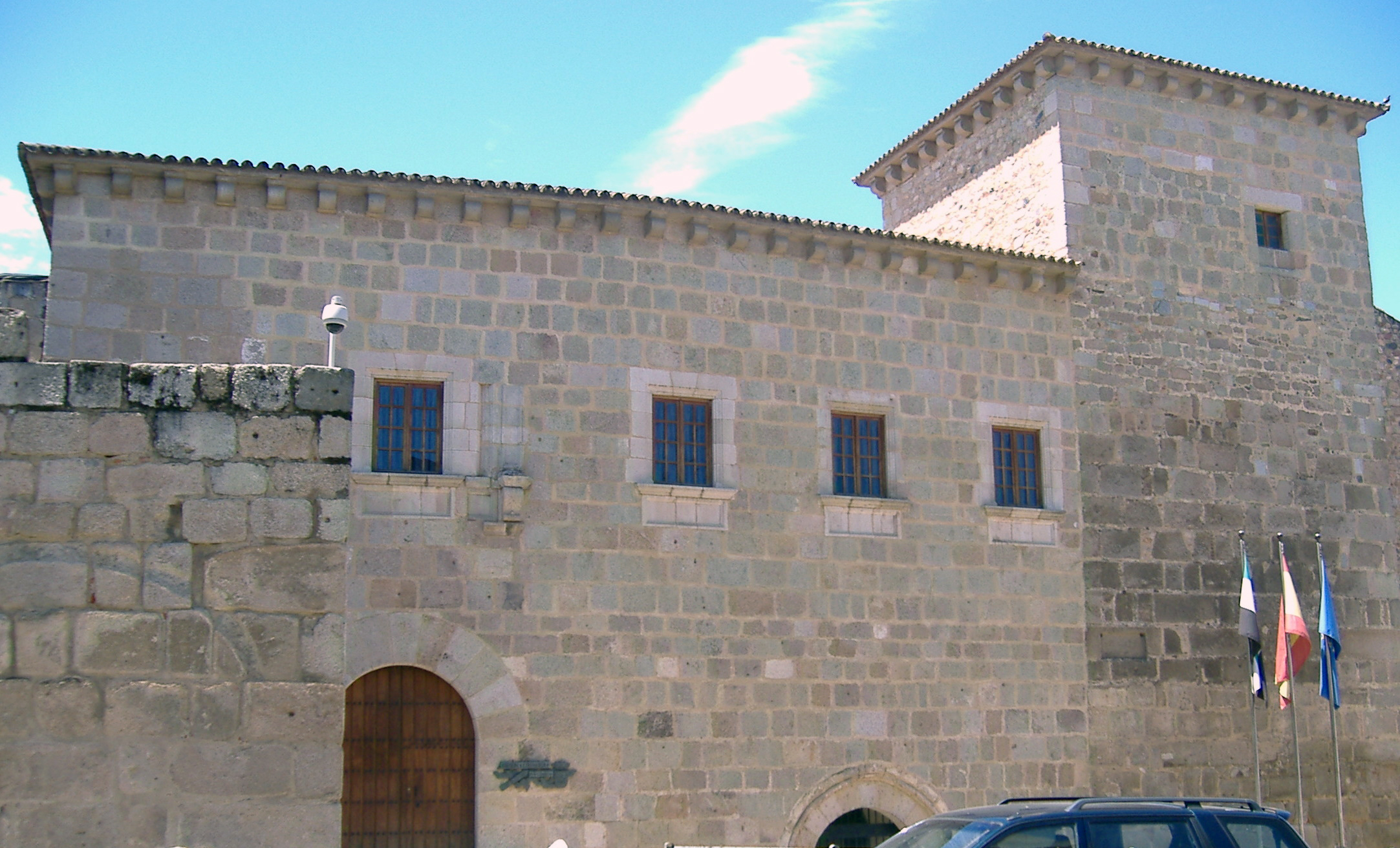
El Convento de la Orden de Santiago ubicado en el ángulo norte de la alcazaba, actual sede de la Presidencia de la Junta de Extremadura.

Recuperada la zona de Mérida por los ejércitos cristianos en 1230, los caballeros de la Orden de Santiago habilitaron en el ángulo norte de la alcazaba varias dependencias donde se instaló la Casa de la Orden y Encomienda. Entre 1563 y 1600 se efectuaron unas obras de acondicionamiento para acoger la sede del Priorato de San Marcos de León. De entonces data la construcción de la iglesia y del claustro porticado con doble galería de arcos de medio punto sobre columnas. Todo este conjunto fue rehabilitado a finales del siglo pasado para servir como sede de la Presidencia de la Junta de Extremadura.

### Otros restos arqueológicos
Gracias a su ubicación estratégica, el recinto de la alcazaba ha sido catalizador de cuantos períodos históricos ha tenido la ciudad de Mérida. En la alcazaba se conservan restos de una doble calzada, el decumanus maximus de la urbe, y los cimientos de la puerta romana que separaba la ciudad del puente. También se han hallado vestigios de la muralla fundacional de Augusta Emerita (del siglo I a. C.) y restos de viviendas extramuros. Entre la muralla romana y la calzada paralela a ella se hallan restos de pequeñas dependencias, tal vez tabernas romanas. Entre las dos calzadas están los cimientos de una casa fechada en el siglo IV, con peristilo (patio porticado), termas y pavimento de mosaicos y placas de mármol.

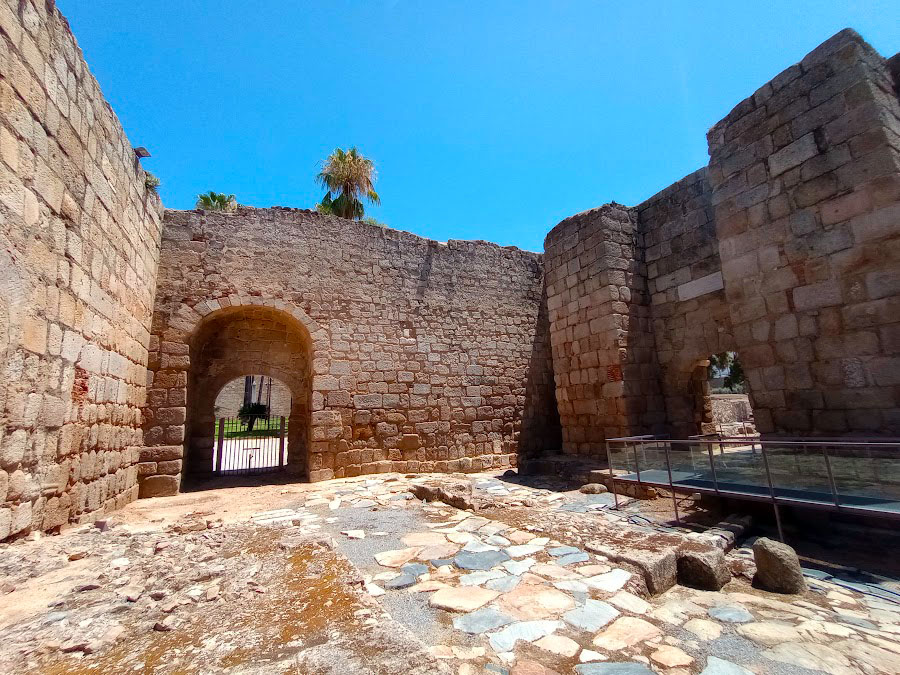
Restos de la calzada romana y entrada al alcazaba

Embutidos en el muro árabe se aprecian una gran cantidad de cupas, que eran bloques de granito utilizados en enterramientos romanos. Son también abundantes las piedras de origen visigodo, dispersas por todo el solar y en especial en las cercanías del conventual santiguista. En uno de los muros exteriores se halló una inscripción alusiva a la consagración de una iglesia supuestamente visigoda dedicada a Santa María. Documentos de la Orden de Santiago confirman su existencia junto al aljibe. Construcciones más recientes son el cenador y el pórtico neogótico del siglo XIX que reaprovecha columnas visigodas.